# 타이베이 창안 국민중학교
타이베이 창안 국민중학교(臺北市立長安國民中學)는 중화민국 타이베이의 공립 중학교이다. 1968년 중화민국 타이완 타이베이에서 첫 개교되었다.